# 安东尼奥·戈罗斯特吉
安东尼奥·戈罗斯特吉（西班牙語：Antonio Gorostegui，1954年4月1日—），西班牙男子帆船运动员。他曾代表西班牙参加1976年、1980年、1984年和1988年夏季奥林匹克运动会帆船比赛，其中1976年奥运会获得一枚银牌。